# Uiedinenia
Uiedinenia (rus: О́стров Уедине́ния, óstrov Uiedinénia; en noruec: Ensomheden) és una illa situada a la part central del mar de Kara, aproximadament a mig camí entre Nova Terra i la Terra del Nord. Sovint és anomenada illa Einsamkeit, Lonely Island o Solitude Island als mapes anglesos. Pertany al krai de Krasnoiarsk de la Federació Russa.

## Geografia
L'illa és àrida i gelada durant els mesos d'hivern, però a l'estiu hi creix una mica de vegetació de tundra. Fa 18,5 quilòmetres de llargada i té una superfície de 20 km². En comparació amb altres illes àrtiques és plana i baixa, amb alguns pantans i petits llacs i un llarg cordó litoral a la costa nord-est. El seu punt més alt és de tan sols 30 msnm.
A causa de la seva ubicació extrema al nord, el temps és desolador i sever i el mar que envolta Uedineniya està cobert de gel a l'hivern. Els bancs de gel es troben habitualment fins i tot a l'estiu.
Les masses terrestres més properes són les illes Izvesti TSIK, situades a uns 150 km al sud-sud-est, mentre que la Sibèria continental es troba a uns 280 quilòmetres al sud-sud-est.

## Història
L'illa va ser descoberta el 26 d'agost de 1878 per l'explorador noruec Edvard Holm Johannesen, que la va anomenar illa Ensomheden —"solitud" en noruec —a causa del seu aspecte desolat i la seva ubicació aïllada a l' Àrtic.